# Tobias Nolde
Pour les articles homonymes, voir Nolde.
Tobias Nolde, né le 9 décembre 1998 à Winsen, est un coureur cycliste allemand.

## Biographie
Lors de la saison 2021, il remporte le titre de champion d'Allemagne de la montagne dans le Sauerland. Il se distingue également dans les courses par étapes en terminant deuxième du Dookoła Mazowsza et troisième d'In the footsteps of the Romans, remporté par son coéquipier Immanuel Stark.

## Palmarès et résultats

### Palmarès par année
- 2016
  - 2e du championnat d'Allemagne de course aux points juniors
- 2017
  - 3e du championnat d'Allemagne du contre-la-montre par équipes
- 2020
  - Grand Prix de Buchholz
- 2021
  -  Champion d'Allemagne de la montagne
  - 2e du Dookoła Mazowsza
  - 3e d'In the footsteps of the Romans
  - 3e du championnat d'Allemagne du contre-la-montre par équipes
- 2022
  - Mémorial Andrzej Trochanowski
  - 1re étape du Tour de Bulgarie
  - Tour de Sebnitz
  - 3e du Grand Prix Nasielsk-Serock
  - 3e du championnat d'Allemagne de la montagne
- 2023
  - 2e du Gippinger Radsporttage
  - 3e de l'Erzgebirgsrundfahrt
- 2025
  - 1re étape du Dookoła Mazowsza
  - 3e du Dookoła Mazowsza

### Classements mondiaux
| Année                                 | 2019  | 2020 | 2021 | 2022 | 2023 | 2024  |
| ------------------------------------- | ----- | ---- | ---- | ---- | ---- | ----- |
| Classement mondial                    | 1581e | nc   | 833e | 625e | nc   | 1404e |
| UCI Europe Tour                       | 1048e | nc   | 639e | 484e | nc   | nc    |
|                                       |       |      |      |      |      |       |
| Légende : nc = non classéSource : UCI |       |      |      |      |      |       |